# Малошув (Свентокшиське воєводство)
Малошув (пол. Małoszów) — село в Польщі, у гміні Скальбмеж Казімерського повіту Свентокшиського воєводства.
Населення — 229 осіб (2011).
У 1975-1998 роках село належало до Келецького воєводства.

## Демографія
Демографічна структура на день 31 березня 2011 року:
|          | Загалом | Допрацездатний вік | Працездатний вік | Постпрацездатний вік |
| -------- | ------- | ------------------ | ---------------- | -------------------- |
| Чоловіки | 108     | 23                 | 73               | 12                   |
| Жінки    | 121     | 29                 | 64               | 28                   |
| Разом    | 229     | 52                 | 137              | 40                   |